# Sarcochilus

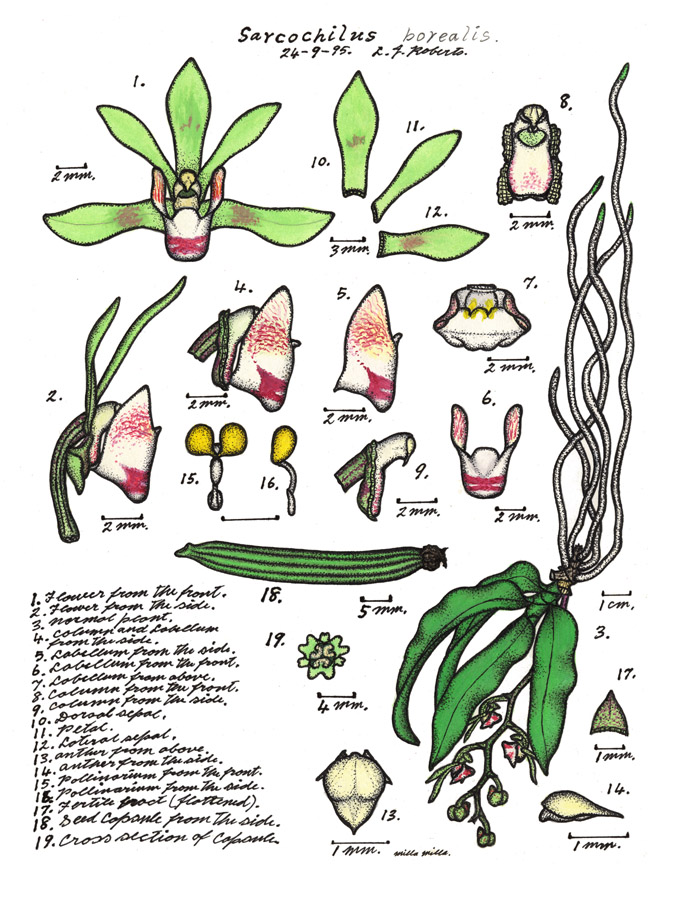
Sarcochilus borealis by Lewis Roberts.

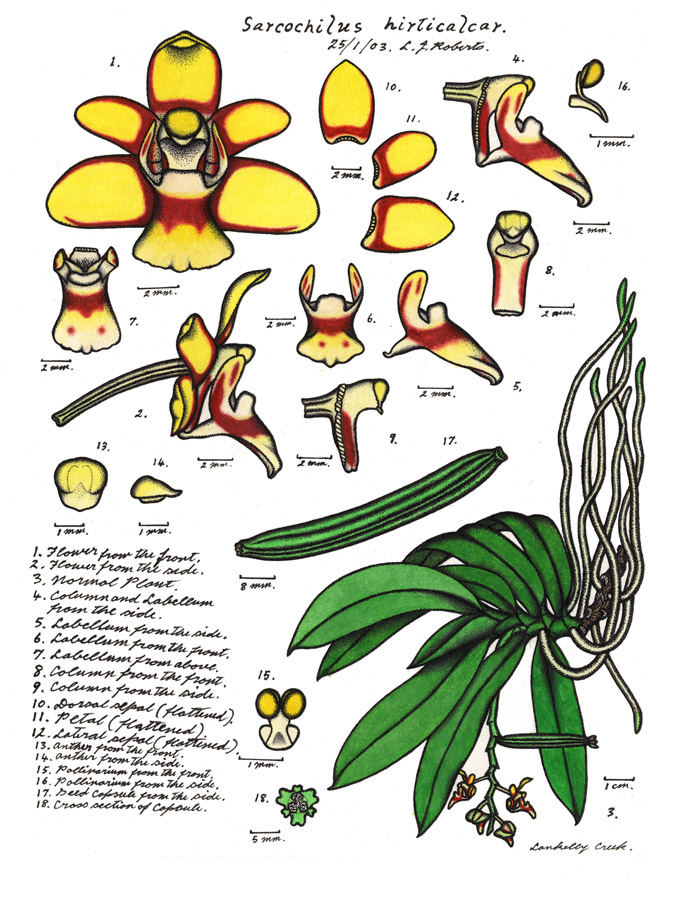
Sarcochilus hirticalcar by Lewis Roberts.

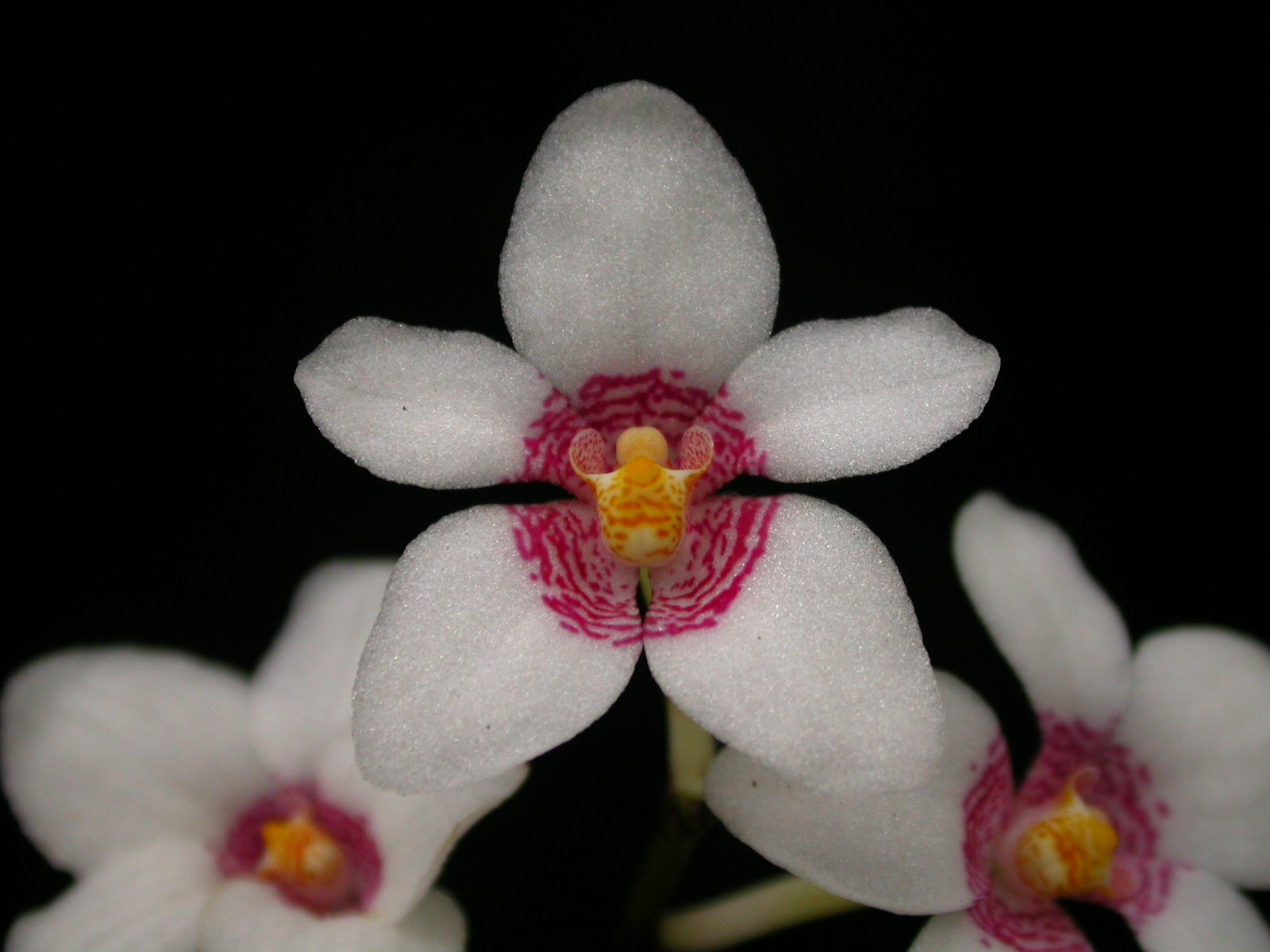
Sarcochilus 'Fitzhart'

Sarcochilus (abreviado Sarco) es un género perteneciente a la familia (Orchidaceae), comprende 25 especies endémicas de Australia, Tasmania y Nueva Caledonia.

## Descripción
Estos son orquídeas epífitas o litófitas con hojas que no proceden de un pseudobulbo. La inflorescencia es axilar, racemosa, colgante a arqueada con unos pocas a muchas flores, la apertura de las flores es sucesiva. El color de las flores es variable y va desde el blanco puro (S. falcatus) a blanco y rojo (S. fitzgeraldii). El labelo es trilobulado, carnoso con forma de bolsa.

## Taxonomía
El género fue descrito por Robert Brown y publicado en Prodromus Florae Novae Hollandiae 332. 1810.
Etimología
Sarcochilus: nombre genérico que deriva del idioma griego sarx = "carne" y cheilos = "labio", refiriéndose al labelo carnoso de estas orquídeas.

## Especies
- Sarcochilus aequalis  D.L.Jones et M.A.Clem., 1991
- Sarcochilus australis  (Lindl.) Rchb.f. in Walp., 1861  Butterfly Orchid
- Sarcochilus borealis  (Nicholls) M.A.Clem.et D.L.Jones, 1989
- Sarcochilus ceciliae  F.Muell., 1865  Fairy Bells (mostly a lithophyte)
- Sarcochilus chrysanthus Schltr., 1913
- Sarcochilus dilatatus F.Muell., 1859  Brown Butterfly Orchid (epiphyte)
- Sarcochilus falcatus  R.Br., 1810  Orange Blossom Orchid (epiphyte)
- Sarcochilus fitzgeraldii F.Muell., 1870  Ravine Orchid (mainly lithophytic)
- Sarcochilus gildasii  N.Hallé, 1986
- Sarcochilus hartmannii F.Muell., 1874  Hartmann's Orchid (almost completely lithophytic)
- Sarcochilus hillii  (F.Muell.) F.Muell, 1860 
  - Sarcochilus hillii var. hillii.
  - Sarcochilus hillii var. thycolus  N.Hallé, 1986
- Sarcochilus hirticalcar  (Dockrill) M.A.Clem. et B.J.Wallace, 1989
- Sarcochilus iboensis  Schltr., 1913
- Sarcochilus koghiensis  Schltr., 1911
- Sarcochilus odoratus  Schltr., 1913
- Sarcochilus olivaceous  Lindl., 1839
- Sarcochilus parviflorus Lindl. in Edwards’s, 1838
- Sarcochilus ramuanus (Kraenzl.) Schltr. in K.M.Schumann & C.A.G.Lauterbach, 1905
- Sarcochilus rarus Schltr., 1906
- Sarcochilus roseus (Clemesha) Clemesha, 1969 (true lithophyte)
- Sarcochilus serrulatus  D.L.Jones, 1972
- Sarcochilus spathulatus  R.S.Rogers, 1927
- Sarcochilus tricalliatus  (Rupp) Rupp, 1951
- Sarcochilus uniflorus  Schltr., 1913
- Sarcochilus weinthalii F.M.Bailey, 1903 Blotched Sarcophilus (epiphyte)

## Híbridos
Las especies S. falcatus, S. fitzgeraldii y S. hartmannii han sido hibridados por S. australis, produciendo:
S.. Fitzhart (hartmannii x fitzgeraldii), S. Tin Yin Lara (Melody x fitzgeraldii), S. Southern Cross (hartmannii x australis) and S.. Otways Sunset (Fitzhart x australis).

### Intragenericos
- x Aeridochilus (Aerides x Sarcochilus)
- x Gastrosarcochilus  (Gastrochilus x Sarcochilus)
- x Luichilus (Luisia x Sarcochilus)
- x Malcolmcampbellara (Drymoanthus x Plectorrhiza x Sarcochilus)
- x Parachilus  (Parasarcochilus x Sarcochilus)
- x Plectochilus (Plectorrhiza x Sarcochilus)
- x Pomatochilus (Pomatocalpa x Sarcochilus)
- x Porterara  (Rhynchostylis x Sarcochilus x Vanda)
- x Rhinochilus (Rhinerrhiza x Sarcochilus)
- x Sarcocentrum  (Ascocentrum  x Sarcochilus)
- x Sarcomoanthus (Sarcochilus x Drymoanthus)
- x Sarconopsis (Phalaenopsis x Sarcochilus)
- x Sarcorhiza  (Rhinerrhiza  x Sarcochilus)
- x Sarcothera (Renanthera x Sarcochilus)
- x Sarcovanda (Sarchilus x Vanda)
- x Sartylis (Rhynchostylis x Sarcochilus)
- x Sladeara (Doritis x Phalaenopsis x Sarcochilus)
- x Uptonara (Phalaenopsis x Rhynchostylis x Sarcochilus)